# Moos Boeke
Moos Boeke (27 augustus 2003) is een Nederlandse acteur.
In 2019 won Boeke de Selfieportretprijs van stichting De Nederlandse Portretprijs. Vanaf april 2021 was Boeke te zien in het derde seizoen van de televisieserie Oogappels, als Sammie.